# Dolf van der Linden
Dolf van der Linden (né David Gijsbert van der Linden, le 22 juin 1915, à Flardingue, Pays-Bas, et décédé le 30 janvier 1999, à Weesp, Pays-Bas) était un musicien et chef d'orchestre néerlandais. Il fut le directeur de l'orchestre de la Nederlandse Publieke Omroep et le directeur musical de deux éditions du Concours Eurovision de la chanson (1958 et 1970).

## Débuts
Dolf van der Linden est le fils d'un marchand d'instruments de musique. Il a sept ans lorsque son père lui enseigne les rudiments du violon. Il se met sur le champ à suivre des cours de solfège, de piano et de violon.
Dolf quitte l'enseignement secondaire à l'âge de quatorze ans, afin de poursuivre sa passion. Il étudie la composition, l'harmonie et l'instrumentation sous l'égide de Leen van der Tand, Jules Zagwijn et Oskar Back. Il paye ses études en devenant l'organiste du théâtre de Flardingue, sa ville natale ; puis en jouant du piano et de l'accordéon sous le pseudonyme de Deef Lindsey ; enfin, en donnant des cours particuliers.
En 1934, Dolf fait ses débuts à la radio néerlandaise, accompagné de son groupe d'accordéon, The Jolly Boys. Il devient aussitôt un arrangeur fort demandé et il travaille à ce titre pour les orchestres de Hans Mossel et Eddy Meenk. En 1936, ce dernier le désigne comme pianiste et arrangeur de son Decibels Orchestra. Dolf y reçoit alors son surnom, en souvenir de son prédécesseur Dolf Karelsen.
En 1935, Dolf se marie avec Gerda. Il aura quatre enfants, deux fils et deux filles.
En 1939, Dolf est engagé comme arrangeur par le diffuseur public AVRO. Il compose de nombreux morceaux pour l'orchestre de la radio, le Groot Amusementsorkest, dirigé par Elzard Kuhlman.

## Seconde Guerre Mondiale
Après l'invasion des Pays-Bas par l'Allemagne, en 1940, Dolf continue à travailler pour AVRO. Mais en 1942, il quitte son poste et s'établit comme indépendant. En 1944, il accompagne la chanteuse allemande Evelyn Künneke  dans sa tournée. La même année, il est arrêté et envoyé en travail forcé en Allemagne, près de la ville de Bielefeld. Il y est préposé à l'entretien d'une ligne de chemin de fer. Il parvient à s'échapper et à regagner les Pays-Bas où il est caché par des amis jusqu'à la fin de la guerre.
En mai 1945, après la libération du pays, Dolf est à nouveau engagé par la radio publique néerlandaise, mais cette fois pour recruter et diriger un orchestre radiophonique. Il rassemble les meilleurs professionnels, dont le violiniste Benny Behr, le clarinettiste Kees Verschoor et le pianiste Manny Oets. Parallèlement, il se produit pour les militaires anglais et canadiens au Park Lane Club d'Hilversum. Il y joue pour la première fois sa plus célèbre composition, Park Lane Serenade, qui deviendra la signature musicale de son futur orchestre.

## Consécration
En novembre 1945, Dolf présente au public son nouvel ensemble, le Metropole Orchestre, le plus grand orchestre des Pays-Bas puisque composé de 39 musiciens. La qualité des compositions, des arrangements et des musiciens lui amène le succès immédiat.
Dolf et le Metropole se produisent pour toutes les radios néerlandaises, dans des programmes de variétés. Ils collaborent avec les meilleurs chanteurs néerlandais de l'époque : Wim Sonneveld, Tonny van Hulst, Corry Brokken, Greetje Kauffeld, Frans Halsema et Herman van Veen. 
Dès 1950, Dolf collabore avec d'autres radios européennes. Il se produit au Royaume-Uni, en Belgique, en France, en Allemagne et dans les pays scandinaves. Et dès 1956, il joue avec son orchestre pour la télévision publique néerlandaise. Il compose les génériques du journal télévisé néerlandais et d'émissions de variétés néerlandaises, anglaises et américaines.
Dans les années 1950, Dolf compose la musique de nombreux films, pièces de théâtre radiophoniques et d'opérettes.

## Concours Eurovision de la chanson
Dès les débuts du Concours Eurovision de la chanson, Dolf est impliqué dans les sélections nationales néerlandaises. De 1956 à 1971 (et à l'exception de 1963 et 1969), il dirige l'orchestre lors des finales néerlandaises. Durant cette période, il fait également partie du comité chargé de la sélection des chansons en compétition.
En 1956, Dolf ne participe pas à la première édition de l'Eurovision, car il est pris par d'autres engagements contractuels. Il fait ses débuts l'année suivante, à Francfort. Il dirige Net als toen, interprétée par Corry Brokken. La chanson remporte la victoire, la première pour les Pays-Bas.
Conséquence de cette victoire, en 1958, Dolf est nommé directeur musical de la troisième édition du concours, à Hilversum. Il dirige l'orchestre pour cinq des chansons en compétition.
En 1959, à Cannes, Dolf dirige la chanson néerlandaise, mais rencontre de grandes difficultés avec l'orchestre français. Malgré tout, Een beetje, interprétée par Teddy Scholten, remporte la victoire.
De 1960 à 1968, Dolf dirige toutes les chansons néerlandaises présentées au concours. La seule exception demeure 1963. Les musiciens du Metropole Orchestre se mettent en grève pour obtenir de meilleurs salaires.
Dolf s'abstient de participer à l'édition 1969 du concours. Après la victoire de Lenny Kuhr, avec De troubadour, la télévision néerlandaise désigne à nouveau Dolf comme directeur musical de l'édition 1970, organisée à Amsterdam. Il y dirige l'orchestre pour deux des chansons en compétition : celle des Pays-Bas et celle de l'Irlande, All Kinds of Everything, interprétée par Dana, qui remporte la victoire.
Dolf participe pour la dernière fois au concours, en 1971. En 1972, Philips, la maison de disques des représentants néerlandais, Sandra & Andres, obtient de la télévision néerlandaise qu'il soit remplacé par leur propre arrangeur et chef d'orchestre, Harry van Hoof. Dolf apprend la nouvelle par la presse.
Au total, Dolf a conduit dix-huit chansons participantes. Seuls Noel Kelehan, Franck Pourcel et Ossi Runne dépassent ce record.
En 1976 et 1980, Dolf est sollicité par la télévision néerlandaise pour être directeur musical des éditions organisées à La Haye. Il refuse à chaque fois.

## Autres aspects de sa carrière
En 1960, Dolf est chargé par la radio publique israélienne de recruter un orchestre. Pour ce faire, il réside durant plusieurs mois à Tel-Aviv. En parallèle, il dirige la version néerlandaise de la comédie musicale My Fair Lady.
Avec le Metropole Orchestre, il participe au Grand Gala du Disque et accompagne notamment Marlène Dietrich, Caterina Valente et Pétula Clark. En 1969, 1970 et 1975, il participe au Festival de Hollande. En 1973 et 1974, il est le directeur musical du Festival de Nordring. En 1977, il remporte ce festival à Copenhague pour les Pays-Bas.

## Retraite et décès
En 1980, Dolf prend sa retraite. Rogier van Otterloo lui succède à la tête du Metropole Orchestre. Jusqu'en 1985, Dolf dirige le Metropole à plusieurs reprises en tant que chef d'orchestre émérite. 
En 1995, pour ses 85 ans, le Metropole lui offre un concert surprise. Il reçoit une Harpe d'Or pour l'ensemble de sa carrière et pour son apport à la musique néerlandaise. Il dirige le Metropole Orchestre pour la dernière fois.
Dolf décède le 30 janvier 1999, à Weesp, aux Pays-Bas.

## Participations au Concours Eurovision de la chanson
| Année | Pays       | Chanson                 | Interprète(s)     | Place |
| ----- | ---------- | ----------------------- | ----------------- | ----- |
| 1957  | Pays-Bas   | Net als toen            | Corry Brokken     | 01    |
| 1958  | Pays-Bas   | Heel de wereld          | Corry Brokken     | 09    |
| 1958  | Luxembourg | Un grand amour          | Solange Berry     | 09    |
| 1958  | Suède      | Lilla stjärna           | Alice Babs        | 04    |
| 1958  | Belgique   | Ma petite chatte        | Fud Leclerc       | 05    |
| 1958  | Allemagne  | Für zwei Groschen Musik | Margot Hielscher  | 07    |
| 1959  | Pays-Bas   | Een beetje              | Teddy Scholten    | 01    |
| 1960  | Pays-Bas   | Wat een geluk           | Rudi Carrell      | 12    |
| 1961  | Pays-Bas   | Wat een dag             | Greetje Kauffeld  | 10    |
| 1962  | Pays-Bas   | Katinka                 | De Spelbrekers    | 13    |
| 1964  | Pays-Bas   | Jij bent mijn leven     | Anneke Grönloh    | 10    |
| 1965  | Pays-Bas   | Het is genoeg           | Conny Vandenbos   | 11    |
| 1966  | Pays-Bas   | Fernando en Philippo    | Milly Scott       | 15    |
| 1967  | Pays-Bas   | Ringe-dinge-ding        | Therese Steinmetz | 14    |
| 1968  | Pays-Bas   | Morgen                  | Ronnie Tober      | 16    |
| 1970  | Pays-Bas   | Waterman                | Hearts of Soul    | 07    |
| 1970  | Irlande    | All Kinds of Everything | Dana              | 01    |
| 1971  | Pays-Bas   | Tijd                    | Saskia & Serge    | 06    |